# 黑森选侯国
黑森選侯國原為黑森-卡塞爾伯國（Landgrafschaft Hessen-Kassel），在1803年時由拿破崙提升為選侯國；當神聖羅馬帝國於1806年終結後，黑森君主仍保留了選侯的頭銜，即便已經沒有皇帝可選。1807年，黑森選侯國在提爾西特條約中被併入西發里亞王國，直到維也納會議後才得以恢復。選侯國由數個分散在法蘭克福以北的領地組成，面積約有9,580平方公里（3,699平方英哩），在1864年時有人口745,063人。

## 歷史
黑森選侯國的前身黑森-卡塞爾伯國在1567年時由黑森伯國分出，在「慷慨的」腓力一世逝世後，長子威廉四世（Wilhelm IV）繼承了一半的領地，包括首府卡塞爾在內，稱黑森─卡塞爾伯爵；其兄弟則分別繼承黑森-馬爾堡（Hesse-Marburg）及黑森-萊茵菲爾斯（Hesse-Rheinfels）等領地，但後兩者都只存在一代，隨後分別由黑森-卡塞爾與黑森-達姆斯塔特伯國繼承。

### 威廉一世時期（1785-1821）
在威廉九世於1785年繼位後，黑森-卡塞爾伯國參加了反法同盟，但卻在戰爭中失去了萊茵河左岸的領土，卻也獲得了一些位於美茵茲附近的土地作為補償，同時也被拿破崙提升為選侯，改稱威廉一世（Wilhelm I），這個稱號一直沿用到神聖羅馬帝國解體之後。
1806年，威廉一世雖然在拿破崙與反法同盟之間保持中立，但法國方面仍懷疑他的態度，因而在耶拿會戰後也占領了黑森，迫使威廉一世流亡國外。隨後，黑森選侯國被併入西發里亞王國，由拿破崙的幼弟熱羅姆·波拿巴擔任國王。
法軍在1813年的萊比錫會戰失敗後也撤出黑森，使得選侯國得以復國；威廉一世於11月21日回到首府卡塞爾。依據黑森與反法同盟之間的條約規定，黑森在戰後得以收回其舊有領地，或取得相等的補償；但他的要求在維也納會議中遭到列強的拒絕。威廉一世在1818年的亞琛會議中又提出了晉位為王的主張，希望升格為卡提國王（King of the Chatti, König der Katten，黑森地區在羅馬時代的古稱），但仍然未得償所望，只能保留著選侯的虛銜。
威廉一世復辟後全面廢除了法國帶來的各項改革，一切事物都恢復到1806年11月1日之前的景象
，甚至連官員的升遷亦是，連軍隊也換回了舊制服，並紮起傳統的辮子。選侯國的三級會議（The Estates）雖然在1815年3月召開，但制定憲法的計畫胎死腹中；議會雖然期望法蘭克福的德意志邦聯議會介入，但後者也無能為力。黑森議會也在奧地利的梅特涅干預下於1816年5月遭到解散，在威廉一世任內從未恢復。

### 威廉二世時期（1821-1847）
威廉一世於1821年2月27日逝世，由其子威廉二世繼承。威廉二世與其父親一樣是位任性又貪婪的君主，他一即位便將出身普魯士的情婦愛蜜莉·奧爾特勒普（Emilie Ortlöpp）封為萊辛巴赫-萊松尼茨（Reichenbach-Lessonitz）女伯爵，並贈予她大筆財富；同樣來自普魯士的元配奧古斯塔公主（Princess Augusta of Prussia）與子女則搬出王宮，許多反對派的政治人物也聚集到選侯妃這一方。
1830年，法國的七月革命很快波及到黑森，威廉二世被迫重新召開議會，並於1831年制定了偏向激進自由派的憲法草案；惡名昭彰的選侯隨後被迫移居到哈瑙、法蘭克福等地，由次子腓特烈·威廉一世攝政，實際上已形同遜位。

### 腓特烈·威廉一世時期（1847-1866）
腓特烈·威廉一世雖然比父親相對開明，但仍與議會之間存在尖銳矛盾，雙方就憲法的管轄範圍問題不斷爭執。1832年，路德維希·哈森弗魯格（Hans Ludwig Hassenpflug）出任首相；腓特烈·威廉一世與威廉二世即利用他的司法經驗對抗議會中的自由派，包括操縱選舉、判決等手段，哈森弗魯格於1837年下台後，這些鬥爭依然永無休止。
在威廉二世於1847年11月20日逝世後，腓特烈·威廉一世正式成為選侯，但隨即便面臨1848年的革命風潮。腓特烈·威廉被迫解散保守派政府、推動改革，並參加法蘭克福國民議會。但當奧地利回主導權後，選侯見風轉舵，於1850年2月再度任命哈森弗魯格出任首相，議會在9月遭到解散，國家進入戒嚴狀態。然而，黑森的平民、軍隊與多數公務人員仍同情議會一派，腓特烈·威廉一世遂在哈森弗魯格勸告下秘密離開卡塞爾，並向奧地利求助。11月，奧地利與巴伐利亞軍隊進入黑森。
奧地利對黑森的干預同時威脅到普魯士的地位，普軍隨後亦越過國境，雙方在前線爆發了小規模的衝突。然而，普魯士最終選擇退讓，奧地利獲得了外交上的勝利，黑森選侯國暫時由德意志邦聯接管，拒絕承認的官員則全被逐出政府。1852年，邦聯議會廢止了1831年以來的歷次改革，並重新頒布新憲法。新的憲法大幅限縮了議會的權力，選侯則獲得擴權；同時也限制工廠與鐵路的興建，教育政策亦受到嚴格的規範。與腓特烈·威廉一同回國的哈森弗魯格仍擔任首相直到1855年。
1860年5月，屢敗屢戰的自由派終於取得成果，德意志邦聯議會同意了憲法的更改。自由派的目標是恢復1831年的憲法，這個目標也在1862年，透過普魯士的軍事威脅下獲得通過；腓特烈·威廉雖然試圖反抗，但徒勞無功。
在1866年的普奧戰爭中，黑森選侯國支持奧地利，但奧地利在戰爭中慘敗，黑森亦被普軍佔領，腓特烈·威廉遭到俘虜。布拉格條約簽訂後，黑森選侯國與漢諾威王國、什列斯威公國、荷爾斯泰因公國、拿騷公國及法蘭克福自由市一同併入普魯士。
腓特烈·威廉晚年定居布拉格，1875年1月6日逝世後歸葬卡塞爾。由於他的選侯妃格特魯德（Gertrude）出身平民，兩人之子嗣無法繼承爵位，選侯頭銜即遭廢除；而黑森─卡塞爾家族的領導權則轉移到遠親黑森-魯彭海姆（Hesse-Rumpenheim）家族手中，延續至今。